# Избори за Скупштину Црне Горе 1992.
Избори за посланике у Скупштину Републике Црне Горе 1992. су одржани 20. децембра 1992.
Избори су видели победу Демократске партије социјалиста и Мила Ђукановића.

## Резултати
| Партија                                           | Гласови | %      | Мандати | +/–  |
| ------------------------------------------------- | ------- | ------ | ------- | ---- |
| Демократска партија социјалиста Црне Горе         |         |        | 46      | –37  |
| Народна странка                                   |         |        | 14      | +1   |
| Либерални савез Црне Горе                         |         |        | 13      | нова |
| Српска радикална странка Црне Горе                |         |        | 8       | нова |
| Социјалдемократска партија реформиста             |         |        | 4       | нова |
| Демократски савез у Црној Гори                    |         |        | 0       | –5   |
| Српски отаџбински покрет                          |         |        | 0       | нова |
| Социјалистичка партија                            |         |        | 0       | –    |
| Демократска опозиција                             |         |        | 0       | нова |
| Савез комуниста - Покрет за Југославију           |         |        | 0       | нова |
| Удружење ратника '91/92.                          |         |        | 0       | нова |
| Српска народна обнова за Црну Гору и Херцеговину  |         |        | 0       | 0    |
| Демохришћанска (православна) странка              |         |        | 0       | нова |
| Еколошки покрет Црне Горе                         |         |        | 0       | 0    |
| Комунистичка партија Југославије у Црној Гори     |         |        | 0       | нова |
| Социјалдемократска странка Црне Горе              |         |        | 0       | нова |
| Нова комунистичка партија Југославије             |         |        | 0       | нова |
| Демократска љевица - хуманизам и технички прогрес |         |        | 0       | нова |
| Црногорски федералистички покрет                  |         |        | 0       | 0    |
| Укупно                                            | 286.839 | 100,00 | 85      | –40  |
|                                                   |         |        |         |      |
|                                                   |         |        |         |      |
|                                                   |         |        |         |      |